# Thomontocypris sectilis
Thomontocypris sectilis är en kräftdjursart som först beskrevs av Rosalie F. Maddocks och Steineck 1987.  Thomontocypris sectilis ingår i släktet Thomontocypris och familjen Pontocyprididae. Inga underarter finns listade i Catalogue of Life.